# Museifartyg

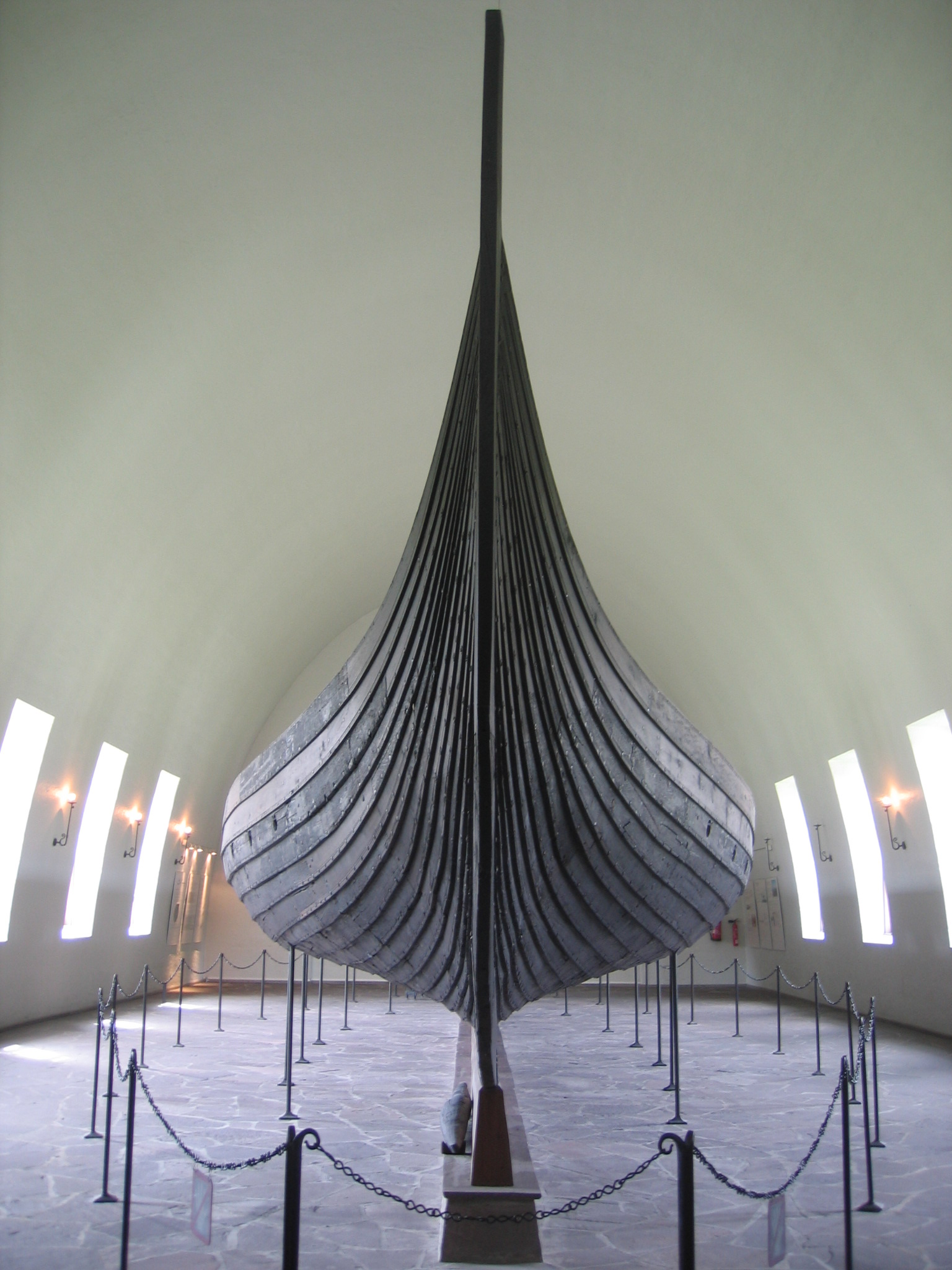
Gokstadsskeppet i Vikingskipshuset i Oslo

Ett museifartyg är ett äldre fartyg som bevarats för eftervärlden för allmän beskådan på ett museum, på land eller sjösatt. 
Museifartyg kan antingen ligga vid kaj eller i torrdocka. Mer ovanligt är att fartyget används för trafik. Ovanligt för Sverige är att inte mindre än 8 fartyg är operativa och körs i föreningsregi. I vissa fall med Statens Maritima Museer som ägare och i andra fall rent privat. De flesta fartygen ingår i veteranflottiljen. De som körs i dag är i åldersordning:
- Isbrytaren S:t Erik (1914)
- Minsveparen M20 (1941)
- Motortorpedbåten T26 (1942)
- Motortorpedbåten T38 (1951)
- Motortorpedbåten T46 (1957)
- Motortorpedbåten T56 (1957)
- Ytattackfartyget Spica T121 (1966)
- Patrullbåten Jägaren P150 (1972)
- Robotbåten Ystad R142 (1976)

## Andra museifartyg
- Fullriggaren Suomen Joutsen i Åbo
- Jagaren J19 Småland i Göteborg
- Kanonbåten Karjala i Åbo
- Linjeskeppet Victory i Portsmouth
- Pansarfartyget Georgios Averoff
- Regalskeppet Vasa i Stockholm
- Räddningskryssaren N.A. Båth i Kåseberga 2007-2012, därefter avyttrad
- Slagskeppen i Iowa-klassen på fyra platser i USA
- Stålbarken Pommern i Mariehamn
- Teklippern Cutty Sark i Greenwich
- Träbarken Sigyn i Åbo
- Ubåten Hajen 1 i Karlskrona
- Ubåten U3 i Malmö
- Ubåten Nordkaparen i Göteborg
- Ubåten Neptun i Karlskrona
- Vikingaskeppet Gokstadsskeppet i Oslo
- Ångfartyget Thor i Växjö
- Ångfartyget Bohuslän i Göteborg
- Ångfartyget S/S Orion i Stockholm
- Ångfartyget Queen Mary i Long Beach